# Imatra
Imatra (finnisch [ˈimɑtrɑ]) ist eine Stadt im Südosten Finnlands mit 25.208 Einwohnern (Stand 31. Dezember 2022). Die Grenz- und Industriestadt ist dank des Imatrafalls (finnisch Imatrankoski) ein bekanntes Reiseziel.

## Geografie

### Lage und Ausdehnung
Imatra liegt in der südostfinnischen Landschaft Südkarelien an der Grenze zwischen Finnland und Russland. In Imatra durchbricht der Fluss Vuoksi den Höhenzug Salpausselkä, der die Finnische Seenplatte im Süden und Osten begrenzt. Im Westen hat Imatra Anteil am See Saimaa, im Norden des Stadtgebiets liegt der See Immalanjärvi.
Nachbargemeinden und -städte von Imatra sind Ruokolahti im Norden, Lappeenranta im Südwesten sowie auf russischer Seite Swetogorsk (bis 1949 finnisch Enso) im Südosten. Die Beziehungen zu dem nur sieben Kilometer entfernten Swetogorsk wurden nach dem Fall der Sowjetunion verstärkt, so dass sich die beiden Orte heute als Zwillingsstädte bezeichnen. Die nächste größere Stadt auf finnischer Seite ist Lappeenranta 37 km südwestlich. Die Entfernung in die Hauptstadt Helsinki beträgt 257 km, nach Sankt Petersburg sind es 210 km.

### Stadtgliederung
Imatra besitzt kein eigentliches Stadtzentrum, sondern besteht aus drei zusammengewachsenen Orten: Mansikkala, Imatrankoski und Vuoksenniska. Das Verwaltungszentrum von Imatra ist der in den 1960er Jahren neu errichtete Stadtteil Mansikkala, der 4100 Einwohner hat. Wahrzeichen des Stadtteils sind die auch als „Manhattan von Imatra“ titulierten 13-stöckigen Hochhäuser in seinem Zentrum. In Mansikkala finden sich alle wichtigen öffentlichen Bauten Imatras. Das kommerzielle Zentrum der Stadt ist dagegen der direkt am Imatrafall gelegene Stadtteil Imatrankoski. In Imatrankoski leben 4000 Menschen; das Zentrum des Stadtteils ist dicht bebaut, an den Rändern herrschen Eigenheime vor. Durch den Bau des neuen Vuoksenranta-Wohngebiets wird versucht, Mansikkala und Imatrankoski stärker miteinander zu verbinden. Das dritte Zentrum Imatras ist Vuoksenniska, das um die Fabriken des Stora-Enso-Konzerns herum entstand. Vuoksenniska hat 2500 Einwohner, die meisten von ihnen leben in Reihenhäusern oder Eigenheimen.
Ursprünglich war auch der Ort Tainionkoski eines der Zentren Imatras. Durch die Gründung von Mansikkala und die Verlegung der Fabriken sank dieser Stadtteil rund um die alten Werke des Tornator-Konzerns, in dem heute 1500 Menschen leben, aber zu einem reinen Vorort ab. Weitere Stadtteile sind Karhumäki, Meltola und Rajapatsas. Im ländlicheren Gebiet an den Rändern des Stadtgebietes liegen die Dörfer Huhtasenkylä, Itä-Siitola, Jäppilänniemi-Salopeltola, Korvenranta, Lempukka, Niskalampi, Rautio und Salo-Isakka.

## Geschichte
Der finnische Name Imatra bezeichnete ursprünglich nur für den Imatrafall, im 16. Jahrhundert belegt als Immatra fors, Imatrafors (beide mit schwedischem Hauptwort „Stromschnelle/Wasserfall“) oder Immatra. Entsprechend heißt es auch im finnischen Nationalepos Kalevala: Ei ole Vuoksen voittanutta, / yli käynyttä Imatran („Vuoksi ist noch nicht bezwungen, / Imatra nicht überschritten“). Die Etymologie des Namens ist unsicher, möglicherweise stammt dieses Hydronym aus einer unbekannten Substratsprache, die vor den finnougrischsprachigen Sprachen im Gebiet des heutigen Finnland gesprochen wurde. Auch über eine Verbindung zum Tungusischen imandra, „Schnee“ wurde spekuliert.
1939 verglich der Fennist Viljo Nissilä den Namen mit dem ähnlich lautenden Namen des Flusses und gleichnamigen Sees Imandra auf der Halbinsel Kola und rekonstruiert für beide eine Ursprungsform *Imantero, die mit der Bedeutung „saugen“ in Verbindung gebracht werden kann. Später (1975) stellt Nissilä verschiedene Ortsnamen vor, die von altgriechischen Personennamen abgeleitet sind. Einige von ihnen haben eine mythologische Konnotation, was seiner Meinung nach auch beim Namen Imatra der Fall sein könnte. In dem Fall wäre Ausgangsform des Namens *Imanteri.
Die erste menschliche Besiedlung erreichte das heutige Stadtgebiet von Imatra zwischen 4000 und 3000 v. Chr., als durch den Durchbruch des Vuoksi-Flusses der Wasserspiegel des Saimaa-Sees abzusinken begann. Die erste sesshafte Besiedlung entstand aber erst im 15. oder 16. Jahrhundert. Im Vertrag von Nöteborg (1323) kam Imatra mit dem westlichen Karelien, das zuvor unter dem Einfluss Nowgorods gestanden hatte, zu Schweden. Die älteste urkundliche Erwähnung Imatras stammt aus einer Steuerliste des Jahres 1541, welche die Besteuerung von Lachsfischern am Vuoksi vermerkt. Durch die schwedischen Gebietsabtretungen im Frieden von Åbo kam Imatra 1743 an Russland. Zusammen mit dem restlichen Altfinnland wurde es 1812 dem autonomen Großfürstentum Finnland zugeschlagen und wurde so 1917 Teil des unabhängigen Finnlands.

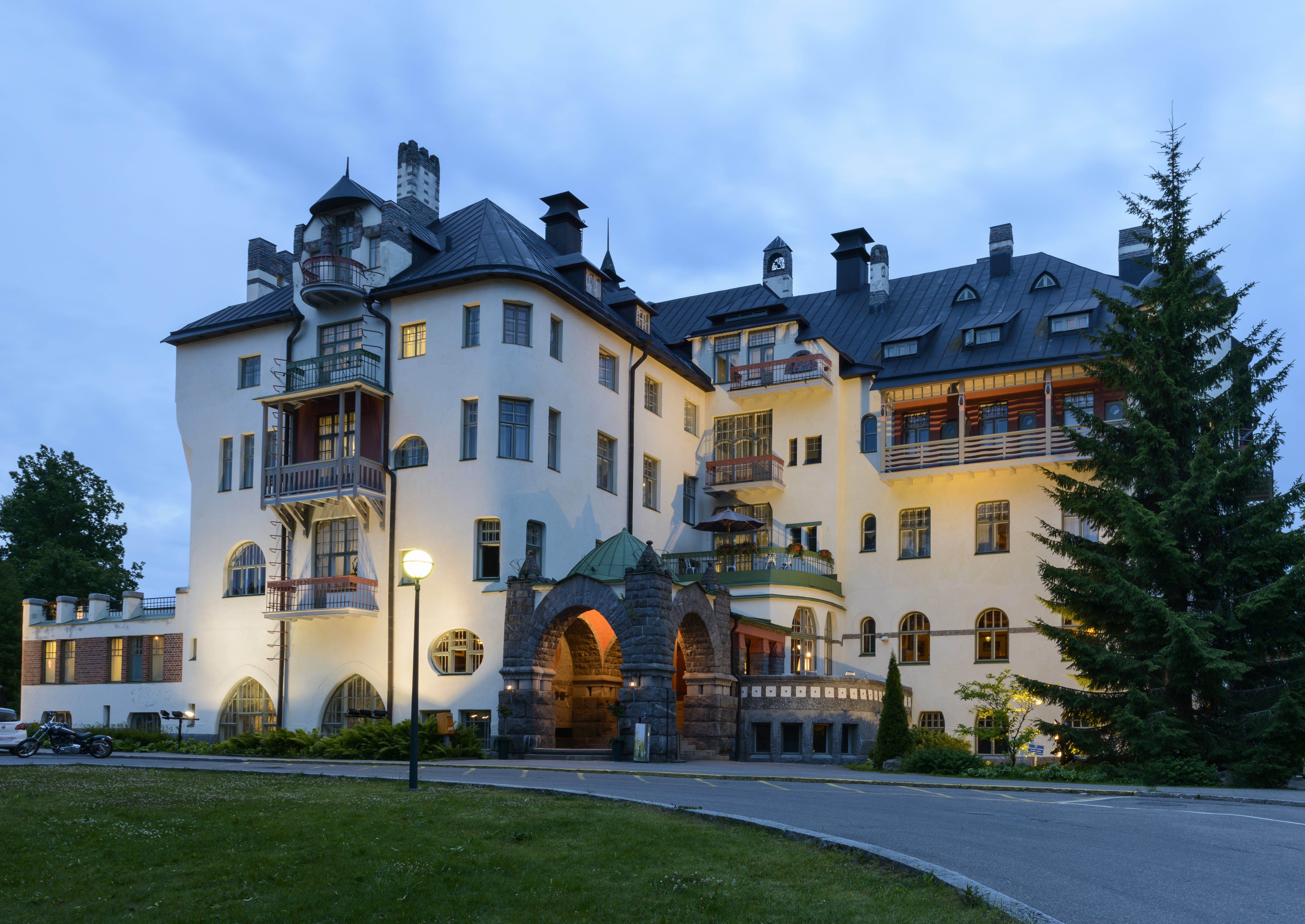
Staatshotel von Imatra

Der Imatrafall ist die älteste touristische Sehenswürdigkeit Finnlands. Schon 1772 hatte Katharina die Große Imatra besucht. In der Zeit um 1900 entwickelte sich Imatra zu einem beliebten Reiseziel der Oberschicht von Sankt Petersburg. Weiteren Aufschwung verschafften dem Imatra-Tourismus die Fertigstellung der Bahnstrecke nach Sankt Petersburg im Jahr 1892 und die Fertigstellung des luxuriösen, im Jugendstil erbauten Grand Hôtel Cascade im Jahr 1903. Nach der finnischen Unabhängigkeit versiegte der russische Tourismus, dafür kamen ab den 1920er Jahren verstärkt finnische Feriengäste nach Imatra.
Die Industrialisierung setzte im Gebiet von Imatra um 1880 ein, als das Forstunternehmen Tornator in Tainionkoski ein Werk eröffnete. 1929 wurde der Imatrafall zur Stromerzeugung gestaut. Das Wasserkraftwerk hatte zunächst eine Leistung von 56 MW und 1937 bereits 125 MW. Es trug erheblich nicht nur zur Industrialisierung Imatras, sondern überhaupt zur Elektrifizierung ganz Süd- und Ostfinnlands bei. In der Folgezeit entstanden weitere Fabriken der holz- und metallverarbeitenden Industrie, etwa eine Fabrik des Konzerns Enso-Gutzeit (des heutigen Stora Enso) in Kaukopää im Jahr 1935 und ein Eisenwerk im Jahr 1936.

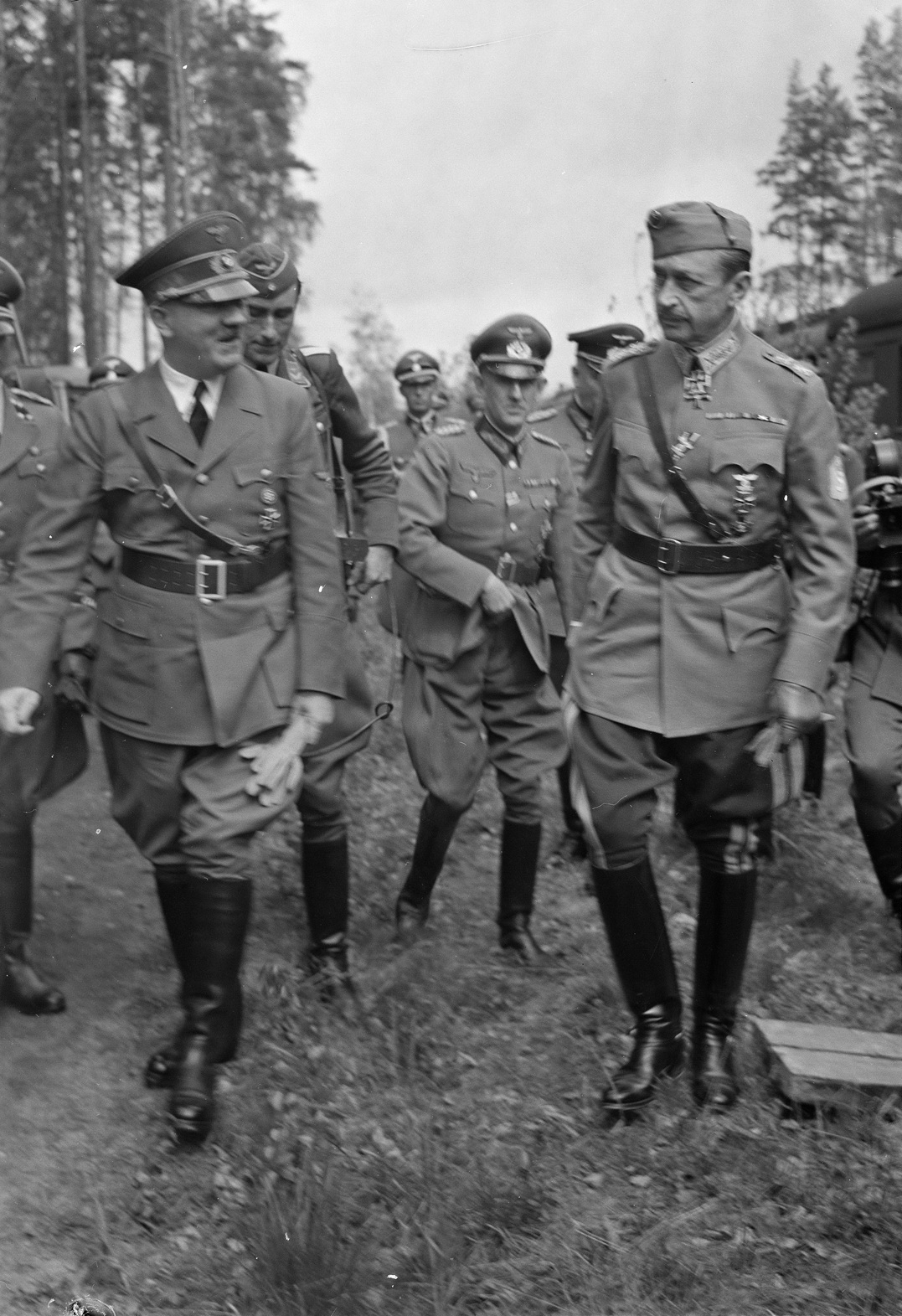
Hitler und Mannerheim in Immola, 4. Juni 1942

1936 wurde bei der Siedlung Immola ein Flugplatz eröffnet, der in den folgenden Jahren als Stützpunkt erst des 4., dann des 2. Fliegerregiments der finnischen Luftwaffe diente, im Fortsetzungskrieg dann als Hauptquartier des 3. Fliegerregiments. Am zweiten Tag des Winterkriegs wurde der Flugplatz erstmals Ziel eines sowjetischen Luftangriffs. Am 4. Juni 1942 traf auf dem Flugplatz überraschend Adolf Hitler in einer Focke-Wulf Condor zu einer mehrstündigen Visite in Immola ein, um Carl Gustaf Emil Mannerheim, dem Oberbefehlshaber der finnischen Streitkräfte, zum 75. Geburtstag zu gratulieren und Konsultationen mit Mannerheim und dem finnischen Präsidenten Risto Ryti zu führen. Im Verlauf des Fortsetzungskrieges wurde am 16. Juni 1944, noch zehn Tage vor dem Abschluss des Ryti-Ribbentrop-Vertrags, der Gefechtsverband Kuhlmey der deutschen Luftwaffe von Estland nach Immola verlegt. Er flog von hier aus bis zu seinem Abzug am 23. Juli 1944 hunderte Luftangriffe auf sowjetische Ziele. Heute wird der Flugplatz vor allem von Amateur- und Segelfliegern genutzt, dient aber auch als Hubschrauberstützpunkt des finnischen Grenzschutzes. Der Kasernenkomplex aus den 1930er Jahren, von den Architekten Aulis Blomstedt, Elsi Borg und Elis Hyvärinen im funktionalistischen Stil gestaltet, steht heute unter Denkmalschutz.
Nach dem Zweiten Weltkrieg wurde 1948 der Marktflecken Imatra aus den Industrieorten Tainionkoski, Vuoksenniska und Imatrankoski gegründet. Das Gebiet wurde aus den Gemarkungen von Ruokolahti, Joutseno und den nach den Gebietsabtretungen an die Sowjetunion auf finnischer Seite verbliebenen Resten der Gemeinde Jääski gelöst. Ende der 1940er Jahre gab Enso Gutzeit, der größte Arbeitgeber der Region, einen weitreichenden Bebauungs- und Infrastrukturplan für Imatra in Auftrag. Der von Alvar Aalto eingereichte Entwurf kalkulierte mit meinem Anwachsen der Bevölkerungszahl Imatras auf 100.000 und sah ein neues Planzentrum sowie die Entwicklung von sieben Wohnstädten im Umkreis vor. Der Plan wurde jedoch nicht in die Tat umgesetzt.
Seit 1971 besitzt Imatra das Stadtrecht. Die Bevölkerungszahl von Imatra ist seit Jahren konstant rückläufig. Seit dem historischen Höchststand von 36.597 Einwohnern im Jahr 1980 hat die Stadt mehr als 6.000 Einwohner verloren.

## Politik

### Stadtrat
Die stärkste Partei in Imatra sind die Sozialdemokraten. Im Stadtrat der laufenden Wahlperiode stellen sie 19 von 43 Abgeordneten. Zweitgrößte Fraktion ist die konservativ-liberale Nationale Sammlungspartei mit zwölf Sitzen. An dritter Stelle folgen die rechtspopulistischen Basisfinnen mit fünf Sitzen noch vor der dritten Volkspartei des Landes, die Zentrumspartei, die ebenfalls fünf Abgeordnete im Stadtrat stellt. Weiterhin im Stadtrat vertreten sind die Christdemokraten mit zwei sowie der Grüne Bund und das Linksbündnis mit jeweils einem Abgeordneten.
| Partei                    | Wahlergebnis 2017 | Sitze |
| ------------------------- | ----------------- | ----- |
| Sozialdemokraten          | 40,6 %            | 19    |
| Nationale Sammlungspartei | 27,4 %            | 12    |
| Basisfinnen               | 13,2 %            | 06    |
| Zentrumspartei            | 08,5 %            | 03    |
| Linksbündnis              | 04,2 %            | 02    |
| Grüner Bund               | 04,1 %            | 01    |
| Wahlbeteiligung: 56,5 %   |                   |       |

### Städtepartnerschaften
Imatra unterhält Städtepartnerschaften mit folgenden sechs Städten:
- Ludvika (Schweden)
- Salzgitter (Deutschland)
- Zvolen (Slowakei)
- Tichwin (Russland)
- Szigetvár (Ungarn)
- Narva-Jõesuu (Estland)

### Wappen
Das Wappen von Imatra wurde 1950 von Olof Eriksson entworfen. Es zeigt in rotem Schild drei senkrechte, in zwei Richtungen gerichtete silberne Blitze mit goldenen Spitzen. Das Wappen weist auf die Bedeutung des Wasserkraftwerkes am Imatrafall für die Stadt hin.

## Kultur und Sehenswürdigkeiten

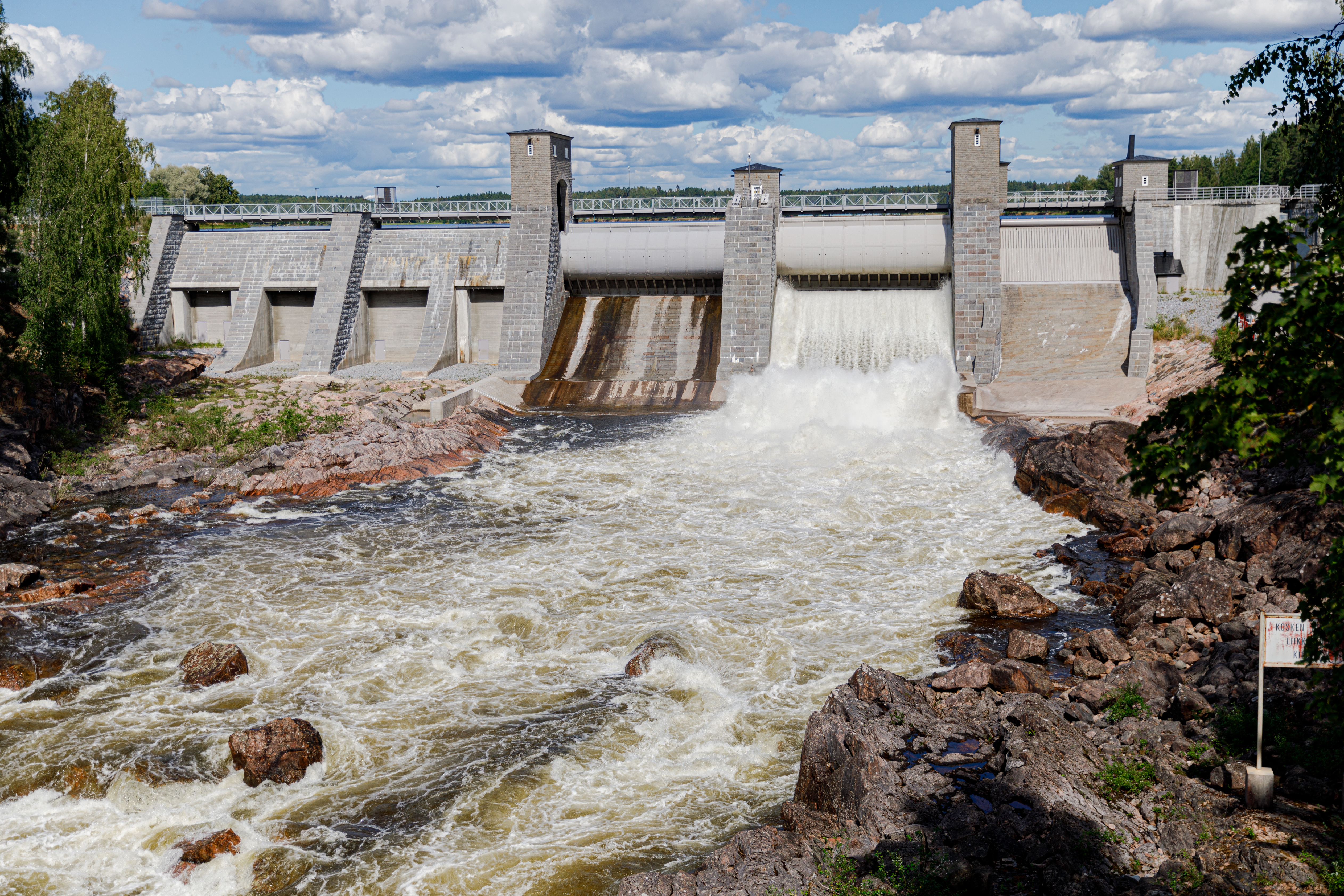
Vuoksi-Staudamm

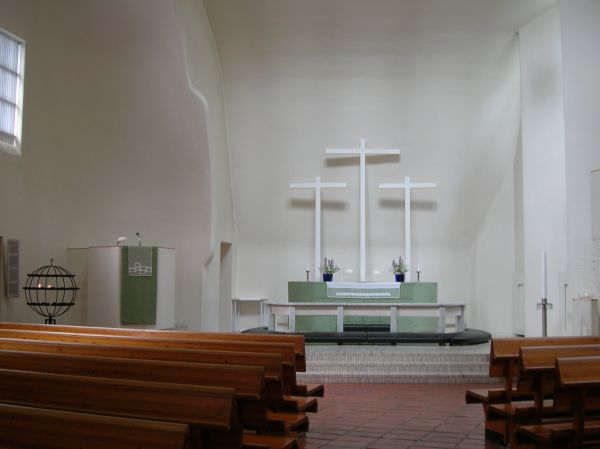
Die Kirche von Vuoksenniska

Nicht nur für die russischen Herrscher waren bereits im 19. Jahrhundert die reißenden Stromschnellen des Vuoksi ein beliebtes Touristenziel (→ Hauptartikel Imatrafall). Der Strom zwängt sich hier auf einer Länge von rund 500 Metern in eine enge Granitschlucht. Seit 1929 werden die Fälle jedoch zur Stromerzeugung genutzt und das Wasser umgeleitet. Nur in der Touristensaison von Mitte Juni bis Mitte August werden einmal täglich für zwanzig Minuten die Schleusen geöffnet und das alte Flussbett geflutet. Besucher können das Naturschauspiel von einer Bogenbrücke oder von einem unterhalb gelegenen Park betrachten. Zur Öffnung der Schleusen wird traditionell über Lautsprecher das Stück „Es kocht der Strom“ aus der Karelia-Suite von Jean Sibelius gespielt. Am Fluss befindet sich auch das 1903 im Jugendstil errichtete luxuriöse Hotel, ursprünglich Grand Hôtel Cascade, seit 1982 Imatran Valtionhotelli („Staatshotel von Imatra“; heute Teil der Kette Scandic).
Die Kirche von Vuoksenniska wurde 1957–59 nach Plänen von Alvar Aalto erbaut und gilt als einer der herausragenden Bauten des Spätwerks dieses international gerühmten Architekten. Der Bau stellt eine Abkehr vom strengen rechtwinkligen Funktionalismus dar, der Aaltos Bauten der Vorkriegszeit prägte, und vereint eine expressionistische Zackigkeit mit einer organischen Formensprache. Der asymmetrische Kirchensaal fasst maximal 800 Menschen, erlaubt aber durch einziehbare Trennwände eine Anpassung an die Größe der Gemeinde und die Abteilung von Vereins- und Versammlungsräumen. Der Grundriss stellt sich als dreifach wiederholte, sich teils überlagernde Muschelform dar; auch das fein strukturierte Fächerdach greift die Struktur von Muschelschalen auf. Die baren Formen der Trag- und Dachkonstruktionen mit eingelassenen Lüftungsschächten, die asymmetrischen Fenster und die Orgel stellen auch die einzige Ornamentik des sonst karg-protestantischen Innenraums dar; drei schlichte Kreuze ersetzen das Altarbild.
Unmittelbar an der Staatsgrenze befindet sich eine Felsplatte, die einige finnische Archäologen (namentlich erwähnt: Tapani Rostedt) aufgrund einer von ihnen postulierten schlangenförmige Petroglyphe als frühgeschichtliche Kultstätte ansehen. Laut Satu Hietala von der staatlichen geologischen Forschungseinrichtung lässt sich dieses Muster besser als ein natürlich entstandes Phänomen interpretieren, es entstand vor etwa zwei Milliarden Jahren auf dem Grund des Urmeeres und erhielt durch spätere Verformungen des Sedimentkörpers und durch die Verwitterung seine heutige auffällige Gestalt. Es sind zudem weitere, aber nicht so spektakuläre Muster in Finnland bekannt.

## Sport
Der wichtigste Sportverein Imatras ist Imatran Pallo-Veikot (IPV), der viermal (1977, 1978, 1986 und 1991) die finnische Meisterschaft im Pesäpallo, einer finnischen Variante des Baseballs, gewinnen konnte. Heute spielt der Verein in der zweithöchsten Spielklasse. Zudem ist Imatra die Heimat des drittklassigen Eishockeyvereins Imatran Ketterä. Von 1964 bis 1982 war die Rennstrecke von Imatra Austragungsort des Großen Preises von Finnland der Motorrad-Weltmeisterschaft.

## Wirtschaft und Infrastruktur
Imatra ist bis heute eine industriell geprägte Stadt. 2004 waren 38,9 % der Erwerbstätigen in der Industrie beschäftigt. Der bei weitem bedeutendste Arbeitgeber sind die beiden Papier- und Kartonagenwerke des Konzerns Stora Enso, die fast 3000 Menschen beschäftigen und damit mehr als ein Viertel der Arbeitsplätze in Imatra auf sich vereinigen. Der zweitgrößte private Arbeitgeber war im Jahr 2006 das Stahlwerk des Konzerns Ovako. Die Stadtverwaltung beschäftigte in diesem Jahr 1868 Personen, die finnische Staatsbahn stellte in Imatra 241 und der Finnische Grenzschutz 201 Arbeitsplätze.
Imatra ist mit der Staatsstraße 6 an das finnische Fernstraßennetz angeschlossen. Der 48 km lange Streckenabschnitt ist derzeit überwiegend zweispurig, wird aber bis 2010 angesichts des zunehmenden Transitverkehrs und einer signifikant erhöhten Unfallhäufigkeit zu einer vierspurigen Autobahn ausgebaut werden. Der Ausbau stellt derzeit das größte Infrastrukturprojekt in Südostfinnland dar.
Die Stadt liegt an der Via Karelia, die entlang der finnischen Ostgrenze zu Russland von Vaalimaa im Süden nach Nellim im Norden führt. Auch an EuroVelo, das Netz der europäischen internationalen Fahrrad-Fernwege, ist Imatra angeschlossen durch den Iron Curtain Trail, welcher entlang des ehemaligen Eisernen Vorhangs von Norwegen bis ans Schwarze Meer verläuft.
Der Hauptbahnhof von Imatra befindet sich auf halber Strecke zwischen den Ortsteilen Mansikkala und Tainionkoski an der Karelienbahn (Karjalan rata) der finnischen Staatsbahnen, der Güterbahnhof rund drei Kilometer nördlich davon. Diese Strecke wurde erst nach 1945 erbaut, als nach den Gebietsabtretungen Finnlands an die Sowjetunion auch der Großteil der alten Karelienbahn von Joensuu nach Viipuri an den Nachbarn im Osten fiel, und führt nun in einem Bogen um das Saimaa-Seengebiet von Joensuu über Imatra nach Kouvola. Eine Bahnstrecke von Imatra über das russische Kamennogorsk (bis 1949 finnisch Antrea) nach Wyborg (Viipuri) besteht bereits seit 1892, wird aber heute nur noch für den Güterverkehr genutzt.
Von einiger Bedeutung ist der Grenz- und Transitverkehr und somit auch die Logistikbranche. Der Grenzübergang Pelkola wurde im Juli 2002 für den allgemeinen Verkehr geöffnet und ist heute nach Vaalimaa (bei Virolahti) und Nuijamaa (bei Lappeenranta) der drittmeistfrequentierte der finnisch-russischen Grenze. Im Jahr 2007 wurden 930.000 Grenzüberschreitungen verzeichnet. Auf der Bahnstrecke von Imatra nach Swetogorsk (Enso) und weiter ins russische Binnenland verkehren nur Güterzüge; sie ist von besonderer Bedeutung für den Import von russischem Rundholz. In einem spezialisierten Holzimportterminal werden täglich bis zu sechs Güterzüge mit in Sankt Petersburg vorsortiertem Rohholz entladen und für den Weitertransport auf finnischen Schienen und Straßen vorbereitet. Seit dem Beginn des Ukraine-Kriegs ist der Grenz- und Transitverkehr nach Russland allerdings weitgehend eingeschränkt.

## Söhne und Töchter der Stadt
- Jari Pasanen (* 1964), Eishockeyspieler und -trainer
- Lilli Paasikivi (* 1965), Opernsängerin (Mezzosopran) und Kulturmanagerin
- Taavi Soininvaara (* 1966), Autor
- Jarmo Sandelin (* 1967), Golfer
- Tuulikki Kurki (* 1971), Ethnologin und Hochschullehrerin
- Johanna Asklöf (* 1972), Orientierungsläuferin
- Jouni Järvelä (* 1973), Jazzmusiker
- Jussi Markkanen (* 1975), Eishockeyspieler
- Jouni Pellinen (* 1983), Freestyle-Skisportler
- Petteri Nokelainen (* 1986), Eishockeyspieler
- Lari Lehtonen (* 1987), Skilangläufer
- Ville Ahonen (* 1994), Skilangläufer
- Ida Sinisalo (* 1997), Beachvolleyballspielerin
- Sara Sinisalo (* 2004), Volleyball- und Beachvolleyballspielerin